# رقم بيرن

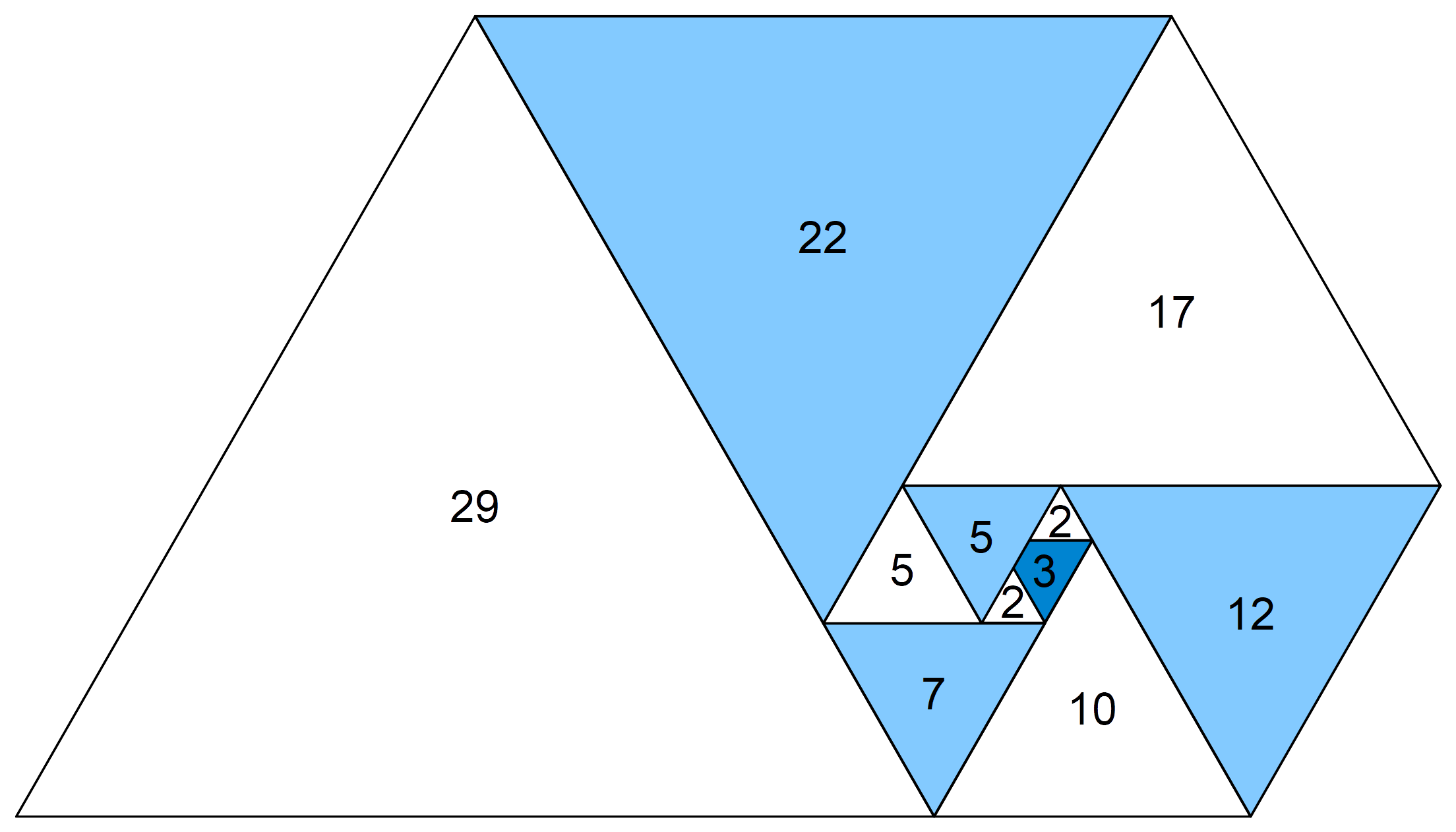
تركيب على شكل حلزوني لمثلثات متساوية الأضلاع، طول الضلع مساو لأحد أرقام بيرن

في الرياضيات ، يتم تعريف أرقام بيرين من خلال علاقة التكرار
P(n) = P(n − 2) + P(n − 3) for n > 2,
مع القيم الأولية
P(0) = 3, P(1) = 0, P(2) = 2.
يبدأ تسلسل أرقام بيرن بـ
3 ، 0 ، 2 ، 3 ، 2 ، 5 ، 5 ، 7 ، 10 ، 12 ، 17 ، 22 ، 29 ، 39 ، ... (متسلسلة A001608 في OEIS)
يتم حساب عدد مجموعات الحد الأقصى المستقل المختلفة في الرسم البياني لدورة n -vertex برقم n رقم بيرن لـ n > 1 .

## التاريخ
ذكر هذا التسلسل ضمنيًا إدوارد لوكاس (1876). في عام 1899 ، تم ذكر نفس التسلسل بوضوح من قبل فرانسوا أوليفييه راؤول بيرين. أعطى آدمز وشانككس أكثر العلاجات شمولاً لهذا التسلسل (1982).

## الخصائص

### توليد الدالة
الدالة المولدة لتسلسل بيرين هي
{\displaystyle G(P(n);x)={\frac {3-x^{2}}{1-x^{2}-x^{3}}}.}

### صيغة المصفوفة
{\displaystyle {\begin{pmatrix}0&1&0\\0&0&1\\1&1&0\end{pmatrix}}^{n}{\begin{pmatrix}3\\0\\2\end{pmatrix}}={\begin{pmatrix}P\left(n\right)\\P\left(n+1\right)\\P\left(n+2\right)\end{pmatrix}}}